# Groot-Limburgse Veldeke Literatuurprijs
De Groot-Limburgse Veldeke Literatuurprijs is een prijs, die bestaat uit een beeldje van Désirée Tonnaer en een geldbedrag van € 500,= , voor proza, poëzie of drama in het Limburgs. Dat kan zowel van Belgisch als Nederlands Limburgse afkomst zijn. De prijs is ingesteld door de Vereniging Veldeke, die zich inzet voor het bevorderen van het Limburgs.
De prijs wordt sinds 1982 uitgereikt.

## winnaars
- 2013 - Annie van Gansewinkel voor Aoje kraom.
- 2012 - Marleen Schmitz voor Tössetied
- 2011 - Lambert Verlaek
- 2010 - Luc de Rooy voor Het zeuke
- 2009 - John Bovendeert voor Zich drieën in de ummekier
- 2007 - Herman Bors voor  Lazarus in 't glaas
- 2006 - Maria Scheres
- 2004 - Har Sniekers voor Zelfgezichter
- 2002 - Wim Heijmans
- 1999 - Wim Heijmans
- 1992 - Wim Kuipers voor Neel

vorige winnaars o.a waren:
- Frits Criens
- Jo Caris
- Paul Weelen
- Colla Bemelmans
- Margriet Ehlen viermaal
- Mia Liedekerken